# Manuel Acevedo
Manuel Fernández Acevedo (o Acebedo) (Madrid, 1744 – 1800) è stato un pittore spagnolo.

## Biografia
Allievo del pittore José Lopez, eseguì dipinti per numerose chiese di Madrid. Di lui si ricordano in particolare un San Francesco e un San Giovanni Battista per il convento del quartiere La Latina.